# L'importante è amare
L'importante è amare è un film del 1975 diretto da Andrzej Żuławski. È il primo film del regista girato al di fuori della Polonia; Żuławski decise di emigrare in Francia dopo essersi visto bloccare dalla censura polacca il suo secondo film, Il diavolo del 1972, legittimato ben 16 anni dopo.
La pellicola, presentata al Premio César nel 1976, ha vinto il premio per la migliore attrice, in virtù dell'interpretazione che la stessa Romy Schneider ha ritenuto la migliore della sua carriera.

## Trama
Durante le riprese di un film pornografico, il fotografo Servais Mont conosce Nadine Chevalier, un'attrice decaduta costretta, per sopravvivere, a recitare in pellicole di infima qualità per lo più del filone a luci rosse. Mont rimane folgorato dal fascino e dalla personalità della donna e inizia a frequentarla, facendo anche conoscenza con suo marito Jacques, attore disoccupato che si fa mantenere dalla moglie. Nell'intento di risollevare la carriera di Nadine, Servais decide di finanziarle uno spettacolo teatrale - il Riccardo III -,  diretto dal folle e controverso Messala, arrivando ad indebitarsi con Mazelli, uno spietato strozzino. Lo spettacolo va in scena, ma si rivela un fiasco clamoroso e viene stroncato pesantemente dalla critica.
Il ricchissimo Kessler, il primo attore, abbandona la compagnia, e poiché ha compreso quel che Servais ha fatto gli lascia un'ingente somma di denaro: egli tuttavia non la usa per saldare il proprio debito ma, per amore di Nadine, la regala a suo marito: Jacques però, sentendosi umiliato, si toglie la vita, così da restituire la libertà a Nadine.
Nel frattempo Servais, nauseato da ogni cosa, lascia gli incarichi delicati a lui affidati da Mazelli, il quale pretende allora il saldo del debito entro soli dieci giorni.
Servais riesce comunque a raccogliere il denaro e consegnarlo con un giorno di ritardo a Mazelli, che decide comunque di punirlo facendolo massacrare di botte dagli scagnozzi.
Nadine, sola e disperata, cerca conforto recandosi a casa di Servais, dove lo trova a terra ancora sanguinante, e lo stringe in un amorevole abbraccio.

## Critica
- Il dizionario Morandini definisce il film violento ed aggressivo, una vera stagione all'inferno di cui sono prigionieri esseri deboli, infelici (...) oppure (...) feroci, dandogli tre stelle e mezzo di giudizio.[2][3]
- Il dizionario Farinotti assegna al film tre stelle su cinque.[4]

## Citazioni e riferimenti ad altre pellicole
- Tra le dediche che il regista Pedro Almodóvar ha fatto per il suo film Tutto su mia madre figura anche la Schneider per il suo ruolo nel film di Żuławski.[5][6]

## Riconoscimenti
- Premi César 1976
  - Miglior attrice (Romy Schneider)